# Lago Burton
El lago Burton (también denominado laguna Burton) es un lago meromíctico y salino en las colinas Vestfold en la tierra de la Princesa Isabel en el sector este de la Antártida. El lago posee una superficie de 1.35 km², un volumen de 9.69 millones de m³, una profundidad máxima de 18.3 m y una profundidad media de 7.16 m. El nombre del lago hace honor a H. R. Burton, un biólogo que trabajó en las colinas Vestfold en la Antártida.
El lago se encuentra cubierto por hielo de 10 a 11 meses del año. Un canal conecta el lago con el fiordo Krok en forma estacional unos 6 a 7 meses por año. El canal mide 20 m de ancho y unos 2 m de profundidad. El lago Burton es la única laguna meromíctica que forma parte del Área Protegida Especial Antártica (ASPA) No. 143, y por ello el acceso al lago requiere de un permiso especial y observar ciertas regulaciones específicas.
Un estudio de flora de diatomeas realizado en la laguna identificó 41 especies y determinó que la misma es un reservorio rico en bacterias fotosintéticas psicrofílicas. La microbiota bacteriana heterotrófica y la ecología de las bacterias fotosintéticas en el lago Burton fueron estudiadas en las décadas de 1970 y 1980. Los trabajos permitieron establecer que los niveles de salinidad aumentan por debajo del nivel del hielo hacia el fondo del lago con los consiguientes gradientes de densidad y que las condiciones ambientales, presencia de luz en verano, oscuridad durante el invierno y las condiciones del agua del lago en cuanto a su contenido de oxígeno quedan determinadas por el crecimiento de los fototrofos bacterianos.

## Geografía y clima
El lago Burton se encuentra sobre la costa Ingrid Christensen en la tierra de la Princesa Isabel en la zona Este de la Antártida, aproximadamente en la misma longitud que el centro de la India. Esta zona de la costa se encuentra entre el promontorio Jennings, en 72°33'E, y el extremo oeste de la West Ice Shelf en 81°24'E en el sector oeste de la Tierra de la Princesa Isabel, justo al este de la  barrera de hielo Amery. El nombre fue nombrado en honor a H. R. Burton, un biólogo que realizó tareas en las colinas Vestfold en la Antártida. El lago, antiguamente un brazo del mar, es un elemento característico del sector oeste de la zona de las colinas Vestfold en lo que se denomina la península Mule. El lago se encuentra al noroeste del glaciar Sorsdal, al sureste de la isla Oldroyd y al suroeste de las islas Tryne. El lago posee una superficie de 1.35 km², un volumen de 9.69 millones de m³, una profundidad máxima de 18.3 m y una profundidad media de 7.16m.